# Ooh Wee
Ooh Wee is een nummer van de Britse producer Mark Ronson uit 2003, in samenwerking met de Amerikaanse rappers Ghostface Killah en Nate Dogg. Het is de eerste single van Here Comes the Fuzz, het debuutalbum van Ronson.

## Achtergrondinformatie
Het nummer bevat samples uit "Scorpio" van Dennis Coffey en "Sunny" van Boney M. Ronson zei in een interview met Rolling Stone dat hij besloot om "Sunny" te samplen nadat hij het hoorde in de film Boogie Nights, en erachter kwam dat het nummer niet op de soundtrack van de film stond. Oorspronkelijk wilde Ronson alleen Ghostface Killah als vocalist op "Ooh Wee" hebben, maar nadat Killah zijn deel had opgenomen, stelde Killah voor om een extra stem aan het nummer toe te voegen. Hiervoor werd Nate Dogg ingehuurd.
"Ooh Wee" werd een bescheiden hit in het Verenigd Koninkrijk, waar het de 15e positie bereikte. In Nederland bereikte het nummer de 11e positie in de Tipparade, en in Vlaanderen de 6e positie in de Tipparade.

## Tracklijst
- Cd-single

1. "Ooh Wee" (radioversie) - 2:49
2. "NYC Rules" - 3:49

- 12"

1. "Ooh Wee" (radioversie) - 2:49
2. "Ooh Wee" (instrumentale versie) - 3:07
3. "NYC Rules" - 3:49